# Miss Bulgaria
Miss Bulgaria (Мис България, Mis Balgariya) è un concorso di bellezza che si tiene annualmente in Bulgaria. Il concorso è stato fondato durante gli anni venti, interrotto con l'avvento della seconda guerra mondiale e infine ripristinato nel 1990.
La vincitrice del concorso rappresenta la Bulgaria a Miss Mondo, mentre la seconda classificata partecipa a Miss Universo.

## Albo d'oro

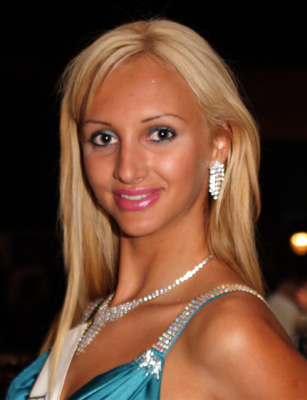
Julija Jurevič, Miss Bulgaria 2007/2008.

| Anno      | Nome                                                | Nome in bulgaro      |
| --------- | --------------------------------------------------- | -------------------- |
| 1990      | Violeta Gălăbova                                    | Виолета Гълъбова     |
| 1991      | Ljubomira Slavčeva                                  | Любомира Славчева    |
| 1992      | Elena Draganova                                     | Елена Драганова      |
| 1994      | Stela Ognjanova                                     | Стела Огнянова       |
| 1995      | Ženi Kalkandžieva                                   | Жени Калканджиева    |
| 1996      | Vjara Kamenova                                      | Вяра Каменова        |
| 1997      | Simona Veličkova                                    | Симона Величкова     |
| 1998      | Polina Petkova (Miss Bulgaria a Miss Mondo)         | Полина Петкова       |
|           | Natalija Gurkova (Miss Bulgaria a Miss Universo)    | Наталия Гуркова      |
| 1999      | Violeta Zdravkova (Miss Bulgaria a Miss Mondo)      | Виолета Здравкова    |
|           | Elena Angelova (Miss Bulgaria a Miss Universo)      | Елена Ангелова       |
| 2000      | Vanja Pejčeva (Miss Bulgaria a Miss Mondo)          | Ваня Пейчева         |
|           | Magdalina Vălčanova (Miss Bulgaria a Miss Universo) | Магдалина Вълчанова  |
| 2001      | Tanja Karabelova (Miss Bulgaria a Miss Mondo)       | Таня Карабелова      |
|           | Ivajla Bakalova (Miss Bulgaria a Miss Universo)     | Ивайла Бакалова      |
| 2002      | Teodora Burgazlieva                                 | Теодора Бургазлиева  |
| 2003      | Rajna Naldžieva (Miss Bulgaria a Miss Mondo)        | Райна Налджиева      |
|           | Elena Tichomirova (Miss Bulgaria a Miss Universo)   | Елена Тихомирова     |
|           | Iva Titova (Miss Bulgaria a Miss Europa)            | Ива Титова           |
|           | Antoaneta Kospartova (Miss Bulgaria a Miss Terra)   | Антоанета Коспартова |
| 2004      | Gergana Gunčeva (Miss Bulgaria a Miss Mondo)        | Гергана Гунчева      |
|           | Ivelina Petrova (Miss Bulgaria a Miss Universo)     | Ивелина Петрова      |
|           | Kristiana Radneva (Miss Bulgaria a Miss Europa)     | Кристиана Раднева    |
|           | Kristiana Dimitrova (Miss Bulgaria a Miss Terra)    | Кристиана Димитрова  |
| 2005      | Rosica Ivanova                                      | Росица Иванова       |
| 2006      | Slavena Vătova                                      | Славена Вътова       |
| 2007-2008 | Julija Jurevič                                      | Юлия Юревич          |
| 2009      | Antonija Petrova                                    | Антония Петрова      |
| 2010      | Romina Andonova                                     | Ромина Андонова      |
| 2011      | Vanja Peneva                                        | Ваня Пенева          |
| 2012      | Gabriela Vasileva                                   | Габриела Василева    |
| 2013      | Nanci Karabojčeva                                   | Нанси Карабойчева    |